# Oecothea dubia
Oecothea dubia är en tvåvingeart som beskrevs av Gorodkov 1959. Oecothea dubia ingår i släktet Oecothea och familjen myllflugor. Inga underarter finns listade i Catalogue of Life.